# Коммунистический университет трудящихся Китая
Коммунистический университет трудящихся Китая (КУТК) — до 17 сентября 1928 года назывался Университет трудящихся Китая имени Сунь Ятсена (УТК) — учебное заведение Коминтерна для китайцев из Гоминьдана и Коммунистической партии Китая, действовавшее в Москве с 1925 по 1930 год и названное в честь Сунь Ятсена.

## Создание

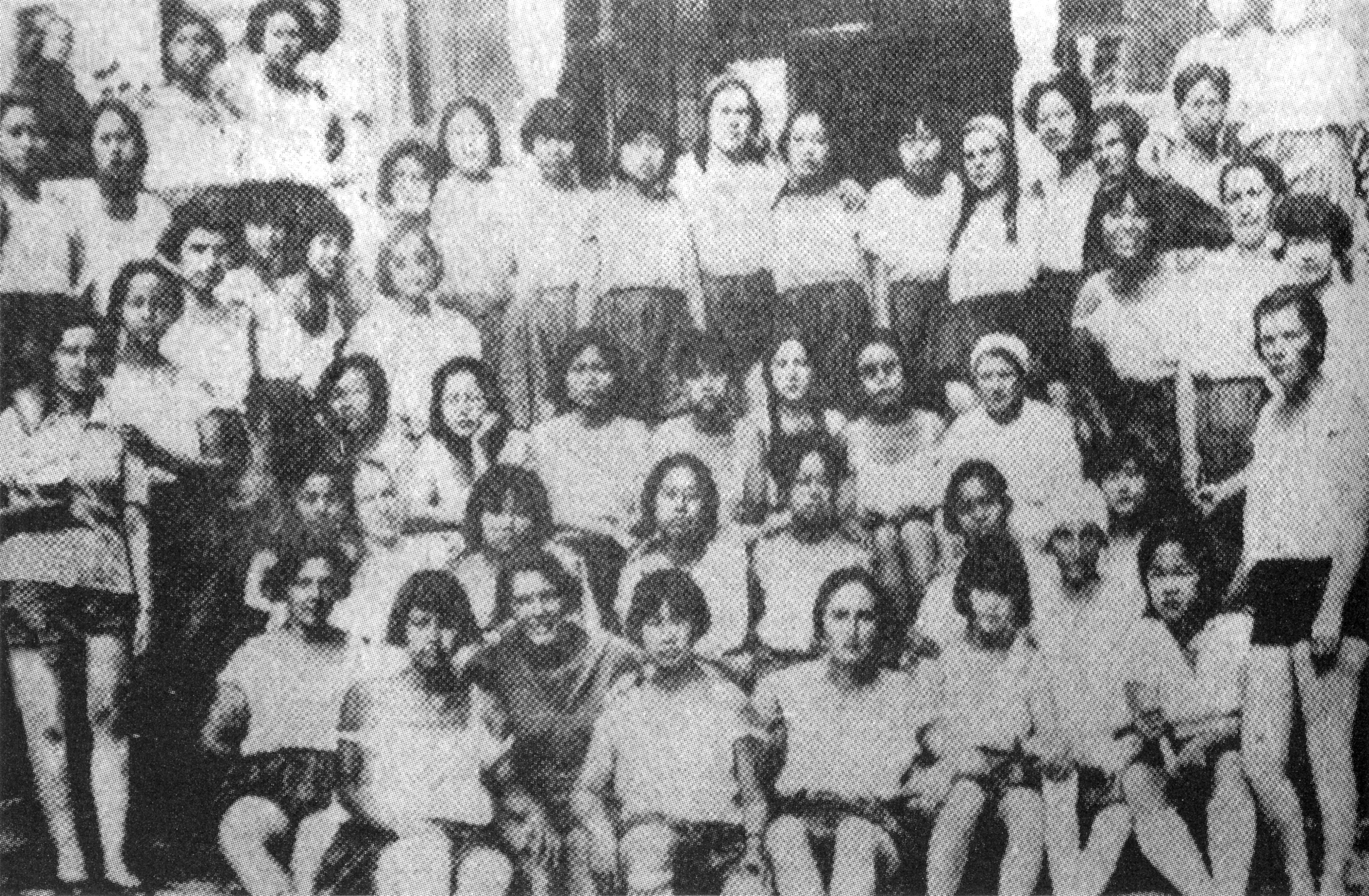
Студентки и сотрудницы Университета трудящихся Китая имени Сунь Ятсена. Подмосковье, 1926

Университет был создан в сентябре 1925 года. 7 октября 1925 года на 66-м заседании Центрального политического Комитета Гоминьдана особый советник партии Михаил Бородин официально объявил о создании УТК им. Сунь Ятсена. Была организована отборочная комиссия в составе Тань Янькая, Го Инфэня и Ван Цзинвэя (М. Бородин — советник комиссии). Отбор будущих студентов вёлся в Гуанчжоу, Шанхае, Пекине и Тяньцзине. В УТК принимали представителей Коммунистической партии Китая и Националистической партии (Гоминьдана), которые в то время находились в союзе и имели двойное членство, а позднее — и представители Гоминьцзюнь.
При организации университета в него перешли около 100 студентов из Коммунистического университета трудящихся Востока.
Университет располагался в Москве по адресу ул. Волхонка, 16 (ныне по этому адресу располагается известная АЗС). Церемония открытия состоялась в ноябре 1925 года в Доме союзов (хотя занятия велись ещё до официального открытия).

## Руководство
В период с мая 1926 по июль 1927 Университет находился под совместным управлением ВКП(б) и Гоминьдана. 26 июля 1927, после разрыва с КПК, Гоминьдан объявил об отказе от УТК.

## Изменение названия
В связи с разрывом с Гоминьданом 17 сентября 1928 Оргбюро ЦК ВКП(б) было принято решение об изменении названия, было проведено слияние китайского сектора КУТВ с Университетом имени Сунь Ятсена, объединенному университету было присвоено название «Коммунистический университет трудящихся Китая». Вместе с тем, имеются данные, что, несмотря на протесты представителей китайской компартии, имя Сунь Ятсена в названии университета было всё же оставлено.

## Преподавательский состав
Ректоры УТК/КУТК:
1. Карл Радек (1925—1927)
2. Павел Миф (1927—1929)
3. Владимир Вегер (1929—1930)

В КУТК преподавали Карл Радек, Лев Троцкий, Иосиф Сталин, Август Тальгеймер, Павел Миф, Илья Ошанин, Чжан Готао, Сян Чжунфа.
До 1928 посты двух проректоров занимали граждане СССР. После реорганизации в 1928 пост одного из проректоров занимал китаец (Ван Баоли в 1928—1929, Ли Чжоушэн в 1929—1930).

## Программа обучения
В двухлетнюю программу входило:
1. Обучение языкам: прежде всего — русскому языку, в качестве второго языка на выбор — английский, французский, немецкий;
2. История: история развития общественных формаций, история развития китайского, российского и западного революционного движения — всего 5 различных курсов;
3. Философия: курс исторического и диалектического материализма;
4. Политэкономия;
5. Экономическая география;
6. Основы ленинизма по курсу лекций И. Сталина для Коммунистического университета имени Я. М. Свердлова;
7. Военное дело: преподавалось на самом высоком уровне военными специалистами, включало как теоретическую подготовку, так и практические занятия по использованию разного вида оружия и летние полевые сборы в армейских гарнизонах Подмосковья.

## Дополнительные учреждения
- Научно-исследовательский институт по Китаю

Создан в январе 1928 на базе кафедры китаеведения УТК. С осени 1930 — филиал Коммунистической академии.
- Бюро переводов

Занималось переводом литературы с русского языка на китайский, прежде всего — классиков марксизма.
- Китайская типография

Открыта в 1928. Издавала переводные материалы для нужд университета. Директором типографии был Цюй Юньбо (брат Цюй Цюбо. После закрытия университета перешло в подчинение Госиздату.

## Известные студенты

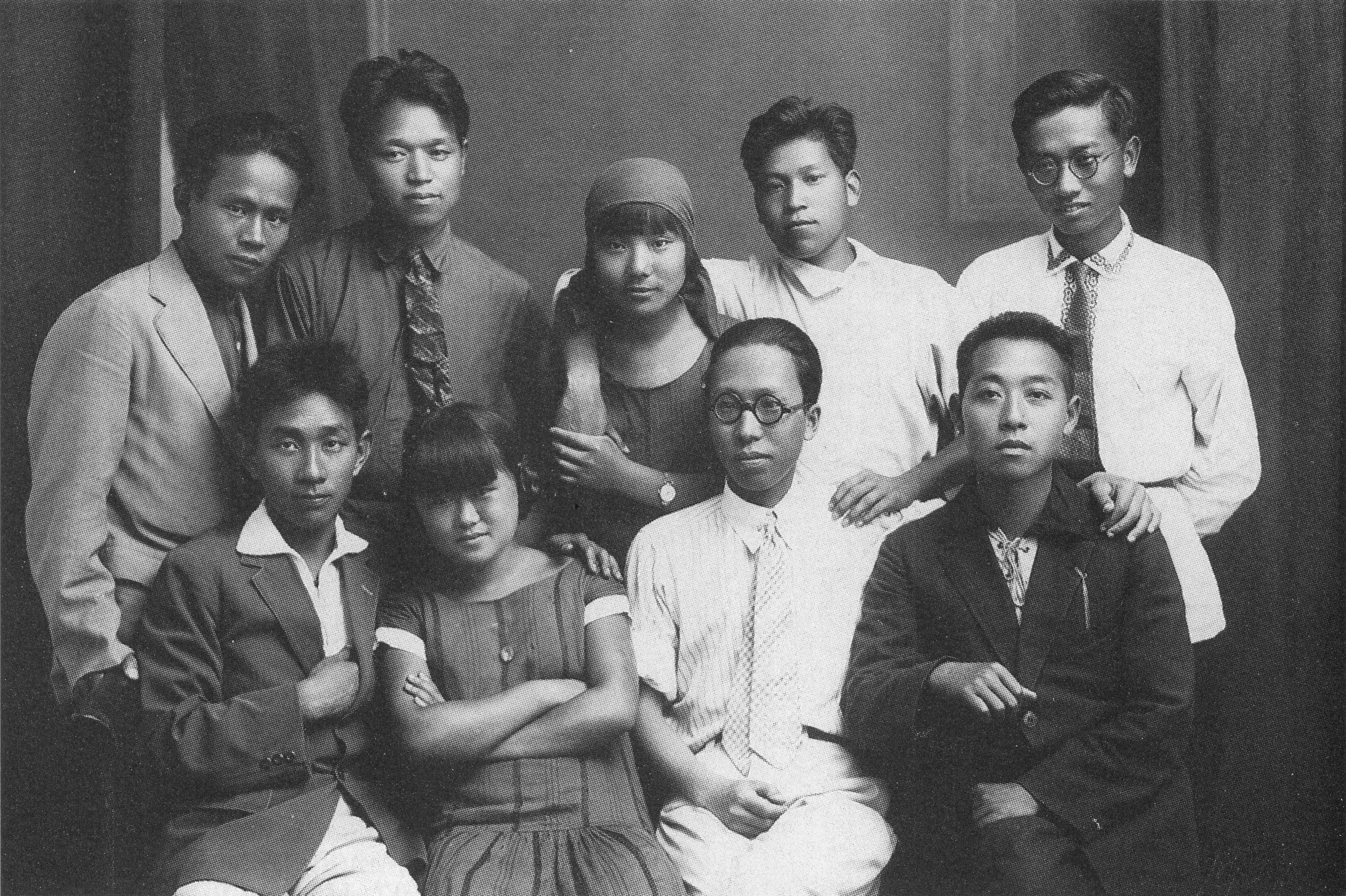
Группа студентов УТК-КУТК в Москве

- «Группа 28 большевиков», игравшая важную роль в руководстве КПК в 1920—1940 годы, в том числе:
  - Ван Мин
  - Бо Гу
  - Ло Фу
  - Ян Шанкунь
- Цзян Цзинго, сын Чан Кайши, президент Тайваня (1978—1988)
- Дэн Сяопин, генеральный секретарь КПК (1956—1966)
- Чэнь Бода, член Постоянного комитета Политбюро ЦК КПК
- Е Цзяньин, маршал КНР
- Гу Чжэнган (Ку Ченкан), президент Всемирной антикоммунистической лиги (1967—1988)

Всего за пять лет существования университета в нем прошло обучение около 1 600 китайцев.